# Frieden von Crépy

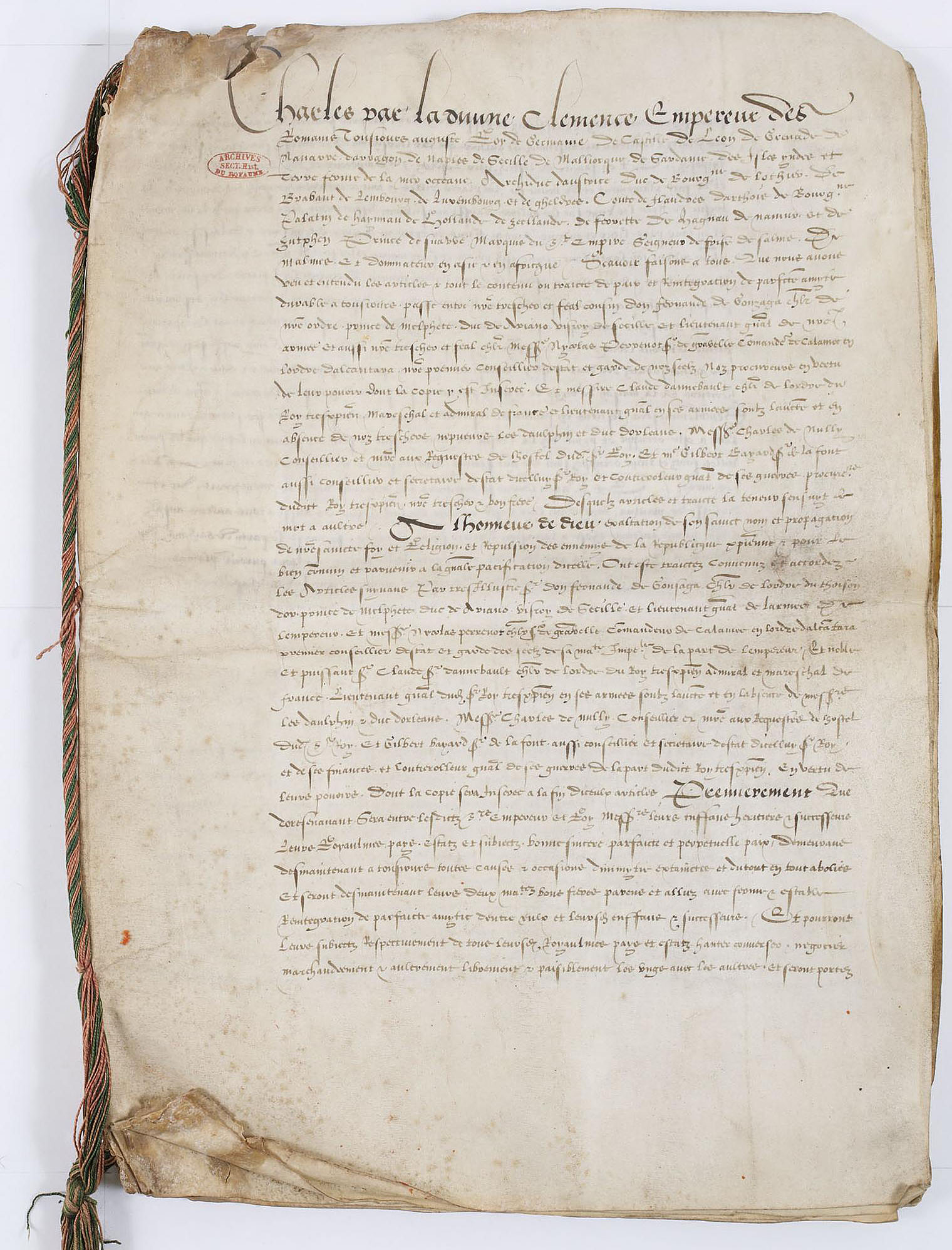
Frieden von Crépy 1544

Der Frieden von Crépy war ein Vertrag zwischen Kaiser Karl V. und dem französischen König Franz I. Er wurde am 18. September 1544 in Crépy (Aisne) nordöstlich von Paris geschlossen. Es gibt auch Quellen, welche die Unterzeichnung auf den 19. September datieren. Durch ihn wurden – nach vier ergebnislosen Italienischen Kriegen – die Auseinandersetzungen zwischen den Habsburgern und Frankreich kurzzeitig beendet.
Nachdem Karl V. 1543 ein Bündnis mit König Heinrich VIII. von England geschlossen hatte und Karls Marnefeldzug ergebnislos blieb, versuchte der Kaiser sich stärker den Verhältnissen im Reich und der von ihm angestrebten Gegenreformation zuzuwenden. Im September 1544 wurde daher der Frieden von Crépy unterzeichnet, womit der Status quo von 1538 wiederhergestellt war. England sollte nun den Kampf gegen Frankreich fortsetzen, war dann aber wenig erfolgreich.
Der Frieden von Crépy verschaffte dem Kaiser die Möglichkeiten und Mittel, nach einem Bündnis mit dem Papst Paul III. (1546) gegen den Schmalkaldischen Bund vorzugehen sowie der Bedrohung durch das Osmanische Reich in Ungarn aktiver zu begegnen (siehe Türkenkriege).
Franz I. verzichtete bei diesem Friedensschluss auf seine Eroberungen in Italien, vor allem auf das Herzogtum Mailand (das Reichslehen blieb) und auf das zu Spanien gehörende Königreich Neapel. Karl V. andererseits gab seine Ansprüche auf Burgund auf, auf das er aufgrund seiner Abstammung von Karl dem Kühnen, dem letzten burgundischen Herzog aus dem Haus Burgund–Valois, bis dahin Ansprüche erhoben hatte.
Zusätzlich sicherte Franz I. dem Kaiser im geheimen Vertrag von Meudon Unterstützung in der Einigung der Kirche zu.

## Belege
1. ↑  Alfred Kohler: Karl V. 1500–1558. Eine Biographie. 3., durchgesehene Auflage. C. H. Beck, München 2001, ISBN 3-406-45359-7, S. 293.

Koordinaten: 49° 36′ 18″ N, 3° 30′ 53″ O